# Südliche Azurjungfer
Die Südliche Azurjungfer (Coenagrion caerulescens) ist eine südeuropäische Libellenart aus der Familie der Schlanklibellen (Coenagrionidae). 

## Merkmale
Die Südliche Azurjungfer erreicht eine Flügelspannweite von drei bis vier Zentimeter. Die Männchen besitzen eine schwarz-blaue Zeichnung auf den Thorax- und den Hinterleibssegmenten, wodurch eine Verwechslungsgefahr mit anderen Azurjungfern besteht.

## Verbreitung und Lebensraum
Die Südliche Azurjungfer lebt an stehenden und fließenden Gewässern im westlichen Mittelmeergebiet.

## Lebensweise
Die Flugzeit dieser Libellen fällt in den Mai bis August. Das Paarungsverhalten entspricht dem anderer Azurjungfern, die Männchen suchen vorher fliegend die Vegetation ab. Die Eier werden im Tandemflug in lebende und abgestorbene Pflanzenteile im Wasser eingestochen, ein Untertauchen ist nicht bekannt. Über die Larvalentwicklung sind keine Einzelheiten beschrieben.